# Соня Васи
Соня Васи е модел, дизайнер и певица, пяла в българската група „Creep“.

## Биография
Родена е на 22 май 1971 г. във Варна. 

## Семейство
Соня Васи има дъщеря – Бриана, от брака си с бейзболиста Брейди Андерсън.

## Кариера
Заминава да участва в конкурса „Мис Свят“ в Англия през 1988 г., след което се мести да живее в САЩ, където става първата българка, снимала се за списание „Плейбой“. . Притежава модна линия за шалове и пончота, като нейни клиенти са видни имена от Холивуд като Деми Мур, Дженифър Лопес и др. 